# Ryū Murakami
Ryūnosuke Murakami (村上龍之助?, Murakami Ryūnosuke), detto Ryū (村上龍?, Murakami Ryū; Sasebo, 19 febbraio 1952), è uno scrittore, saggista, sceneggiatore e regista giapponese.
Non è imparentato né con Haruki Murakami né con Takashi Murakami.

## Biografia
La sua prima opera, un romanzo breve intitolato Blu quasi trasparente (限りなく透明に近いブルー?, Kagirinaku tōmei ni chikai burū), che tratta della promiscuità e dell'uso di droghe tra i giovani giapponesi, vinse il premio letterario Gunzo per esordienti nel 1976. Il romanzo suscitò critiche entusiastiche, che ne esaltavano la novità nel panorama letterario, benché non mancassero voci che ne denunciavano la decadenza. Nello stesso anno Blu quasi trasparente vinse anche il premio Akutagawa ed in breve tempo divenne un best seller.
Nel 1980, Murakami pubblicò Coin Locker Babies (コインロッカー・ベイビーズ?), che raccolse nuovamente grandi consensi di critica e pubblico vincendo il Noma Literary New Face Prize l'anno successivo. Nel 2000, Parassiti (共生虫?) si è aggiudicata la 36ª edizione del Premio Tanizaki..
I suoi romanzi tradotti in italiano sono Blu quasi trasparente, Tokyo Decadence, Tokyo soup, Piercing e 69 Sixty-Nine, Il mondo di cinque minuti dopo, Esodo nel paese della speranza,  Audition, I Grandi Successi dell’Era Showa.

## Opere

### Romanzi
- 限りなく透明に近いブルー Kagirinaku Tōmei ni Chikai Burū (1976)

Blu quasi trasparente (1993), Rizzoli, (2020), Atmosphere libri, traduzione e postfazione di B. Forzan
- 海の向こうで戦争が始まる Umi no Mukō de Sensō ga Hajimaru (1977)
- Coin Locker Babies (コインロッカー・ベイビーズ Koinrokkā Beibīzu, 1980)
- だいじょうぶマイ・フレンド Daijōbu mai furendo (1983)
- テニスボーイの憂鬱 Tenisu Bōi no Yūutsu (1985)
- 69 Shikusuti Nain (1987)

69 Sixty-Nine (2019), Atmosphere libri, traduzione e postfazione di Gianluca Coci
- トパーズ Topāzu (1988)
Tokyo decadence (2004), Mondadori, traduzione di Y. Otake e M. Fiocca
- ラッフルズホテル Raffuruzu Hoteru (1989)
- コックサッカーブルース Kokkusakkā Burūsu (1991)
- 超電導ナイトクラブ Chōdendō Naito Kurabu (1991)
- イビサ Ibisa (1992)
- 長崎オランダ村 Nagasaki Oranda Mura (1992)
- エクスタシー Ekusutashī (1993)
- フィジーの小人 Fijī no Kobito (1993)
- 368Y Par4 第2打 Sanbyakurokujūhachi Yādo Pā Fō Dai Ni Da (1993)
- 音楽の海岸 Ongaku no Kaigan (1993)
- 昭和歌謡大全集 Shōwa Kayō Daizenshū (1994)

I Grandi Successi dell’Era Showa (2024), Atmosphere libri, traduzione e postfazione di Gianluca Coci
- 五分後の世界 Gofungo no Sekai (1994)
- ピアッシング Piasshingu (1994)

Piercing (2021), Atmosphere libri, traduzione e postfazione di Gianluca Coci
- KYOKO (1995)
- ヒュウガ・ウイルス 五分後の世界Ⅱ Hūga Uirusu Gofungo no Sekai Tū (1996)
- メランコリア Merankoria (1996)
- ラブ&ポップ トパーズⅡ Rabu ando Poppu Topāzu Tū (1996)
- オーディション Ōdishon (1997)
Audition (2023), Atmosphere Libri, traduzione e postfazione di Gianluca Coci
- ストレンジ・デイズ Sutorenji Deizu (1997)
- イン ザ・ミソスープ In za Misosūpu (1997)

Tokyo soup (2006), Mondadori, traduzione di K. Tashiro e K. Bagnoli
- ライン Rain (1998)
- 共生虫 Kyōsei Chū (2000)
- 希望の国のエクソダス Kibō no Kuni no Ekusodasu (2000)
- タナトス Tanatosu (2001)
- THE MASK CLUB (2001)
- 最後の家族 Saigo no Kazoku (2001)
- 半島を出よ Hantō o Deyo (2005)
- 歌うクジラ (2010)
- 心はあなたのもとに Kokoro wa Anata no Motoni (2011)
- オールド・テロリスト Ōrudo Terorisuto (2015)

### Racconti

#### Raccolte di racconti
- 悲しき熱帯 Kanashiki Nettai (1984)
- POST ポップアートのある部屋 Posuto Poppu Āto no aru Heya (1986)
- 走れ！タカハシ Hashire! Takahashi (1986)
- ニューヨーク・シティ・マラソン (1986)
- 村上龍料理小説集 Murakami Ryū Ryōri Shōsetsushū (1988)
- 恋はいつも未知なもの Kanashiki Nettai (1991)
- 村上龍映画小説集 Murakami Ryū Eiga Shōsetsushū (1995)
- モニカ-音楽家の夢・小説家の物語 Monika – Ongakuka no Yume Shōsetsuka no Yume (1996), scritto in collaborazione con Ryūichi Sakamoto
- 白鳥 Hakuchō (1997)
- ワイン一杯だけの真実 Wain Ippai dake no Shinjitsu (1998)
- とおくはなれてそばにいて Tōku Hanarete Soba ni ite (2003)
- どこにでもある場所どこにもいないわたし Dokonidemo aru Basho Dokonimo inai Watashi (2003)
- 特権的情人美食 村上龍料理&官能小説集 Tokkenteki Jōjin Bishoku Murakami Ryū Ryōri & Kannō Shōsetsushū (2007)
- 55歳からのハローライフ Gojūgo-sai kara no Harōraifu (2012)

#### Racconti non antologizzati in lingua inglese
- It's Been Just a Year and a Half Now Since I Went with My Boss to That Bar (2004), pubblicato su Zoetrope: All-Story
- I am a Novelist (2005), pubblicato sul New Yorker
- At the Airport (2009), pubblicato su Zoetrope: All-Story
- No Matter How Many Times I Read Your Confession, There’s One Thing I Just Don’t Understand: Why Didn’t You Kill the Woman? (2010), pubblicato su Zoetrope: All-Story
- Penlight (2011), pubblicato su Zoetrope: All-Story

### Saggistica
- アメリカン★ドリーム (1985)
- すべての男は消耗品である。 (1987-2010)
- 村上龍全エッセイ 1976-1981 (1991)
- 村上龍全エッセイ 1982-1986 (1991)
- 村上龍全エッセイ 1987-1991 (1991)
- 龍言飛語 (1992)
- 「普通の女の子」として存在したくないあなたへ。 (1993)
- あなたがいなくなった後の東京物語 (1996)
- 寂しい国の殺人 (1998)
- フィジカル・インテンシティ (1998-2002)
- 寂しい国から遥かなるワールドサッカーへ (1999)
- 誰にでもできる恋愛 (2000)
- ダメな女 (2001)
- だまされないために、わたしは経済を学んだ 村上龍 (2002)
- 恋愛の格差 (2002)
- マクロ・日本経済からミクロ・あなた自身へ 村上龍 (2002)
- 自殺よりはSEX 村上龍の恋愛・女性論 (2003)
- わたしは甘えているのでしょうか？27歳・OL (2006)
- 村上龍文学的エッセイ集 (2006)
- 案外、買い物好き (2007)
- それでもわたしは、恋がしたい 幸福になりたい お金も欲しい (2008)
- 無趣味のすすめ (2009)
- 逃げる中高年、欲望のない若者たち (2010)
- 櫻の樹の下には瓦礫が埋まっている (2012)

## Filmografia

### Regista
- Blu quasi trasparente (限りなく透明に近いブルー Kagirinaku tōmei ni chikai burū, 1979)
- Bene amico (だいじょうぶマイ・フレンド Daijōbu mai furendo, 1983)
- Raffles Hotel (ラッフルズホテル Raffuruzu Hoteru, 1989)
- Tokyo Decadence (トパーズ Topāzu, 1991)
- Because of You (2000)

### Sceneggiatore
- Blu quasi trasparente, regìa di Ryū Murakami (限りなく透明に近いブルー Kagirinaku tōmei ni chikai burū, 1979)
- Bene amico, regìa di Ryū Murakami (だいじょうぶマイ・フレンド Daijōbu mai furendo, 1983)
- Tokyo Decadence, regìa di Ryū Murakami (トパーズ Topāzu, 1991)
- Because of You, regìa di Ryū Murakami (2000)

## Trasposizioni
- Blu quasi trasparente, regìa di Ryū Murakami (限りなく透明に近いブルー Kagirinaku tōmei ni chikai burū, 1979)
- Bene amico, regìa di Ryū Murakami (だいじょうぶマイ・フレンド Daijōbu mai furendo, 1983)
- Raffles Hotel, regìa di Ryū Murakami (ラッフルズホテル Raffuruzu Hoteru, 1989)
- Tokyo Decadence, regìa di Ryū Murakami  (トパーズ Topāzu, 1991)
- Love & Pop, regìa di Hideaki Anno (ラブ&ポップ Rabu & Poppu, 1996)
- Audition, regìa di Takashi Miike (オーディション Ōdishon, 1999)
- Because of You, regìa di Ryū Murakami (2000)
- Hashire! Ichirō, regìa di Kazuki Ōmori (走れ！イチロー, 2001)
- Karaoke Terror: The Complete Japanese Showa Songbook, regìa di Tetsuo Shinohara (昭和歌謡大全集 Shōwa kayō daizenshū, 2003)
- 69, regìa di Lee Sang-il (シクスティナイン Shikusutinain, 2004)
- Piercing, regìa di Nicolas Pesce (2018)